# Meganomiidae

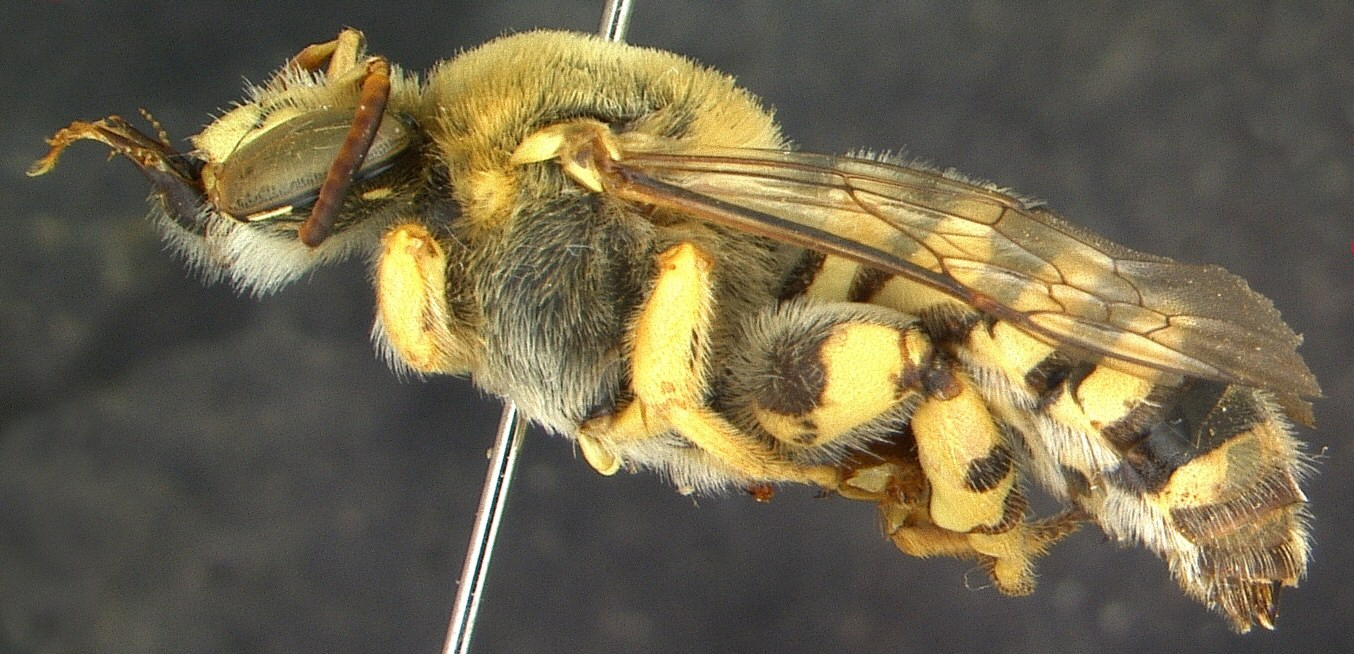
Meganomia gigas

Meganomiidae (лат.) — семейство пчёл из отряда Перепончатокрылые насекомые. Включает 4 рода и более 10 видов. Ранее (до Danforth, 2006) рассматривались в качестве подсемейства Meganomiinae в составе семейства Melittidae.

## Характеристика
Размер от среднего до крупного (10—22 мм). Окраска черная с желтыми перевязями.

## Распространение
Встречаются в аридных зонах в Африке, Йемене и на Мадагаскаре.

## Классификация
Известно 4 рода и более 10 видов. Ранее рассматривались в составе семейства Melittidae в качестве подсемейства Meganomiinae, но последние молекулярные исследования показали, что эта группа является сестринской к ним (Danforth, 2006).
- Ceratomonia Michener, 1981 — Намибия
- Meganomia Cockerell, 1909 — ЮАР и Йемен
- Pseudophilanthus Alfken, 1939 — Мадагаскар и Кения
- Uromonia Michener, 1981 — Мадагаскар и Кения